# Oberkotzau

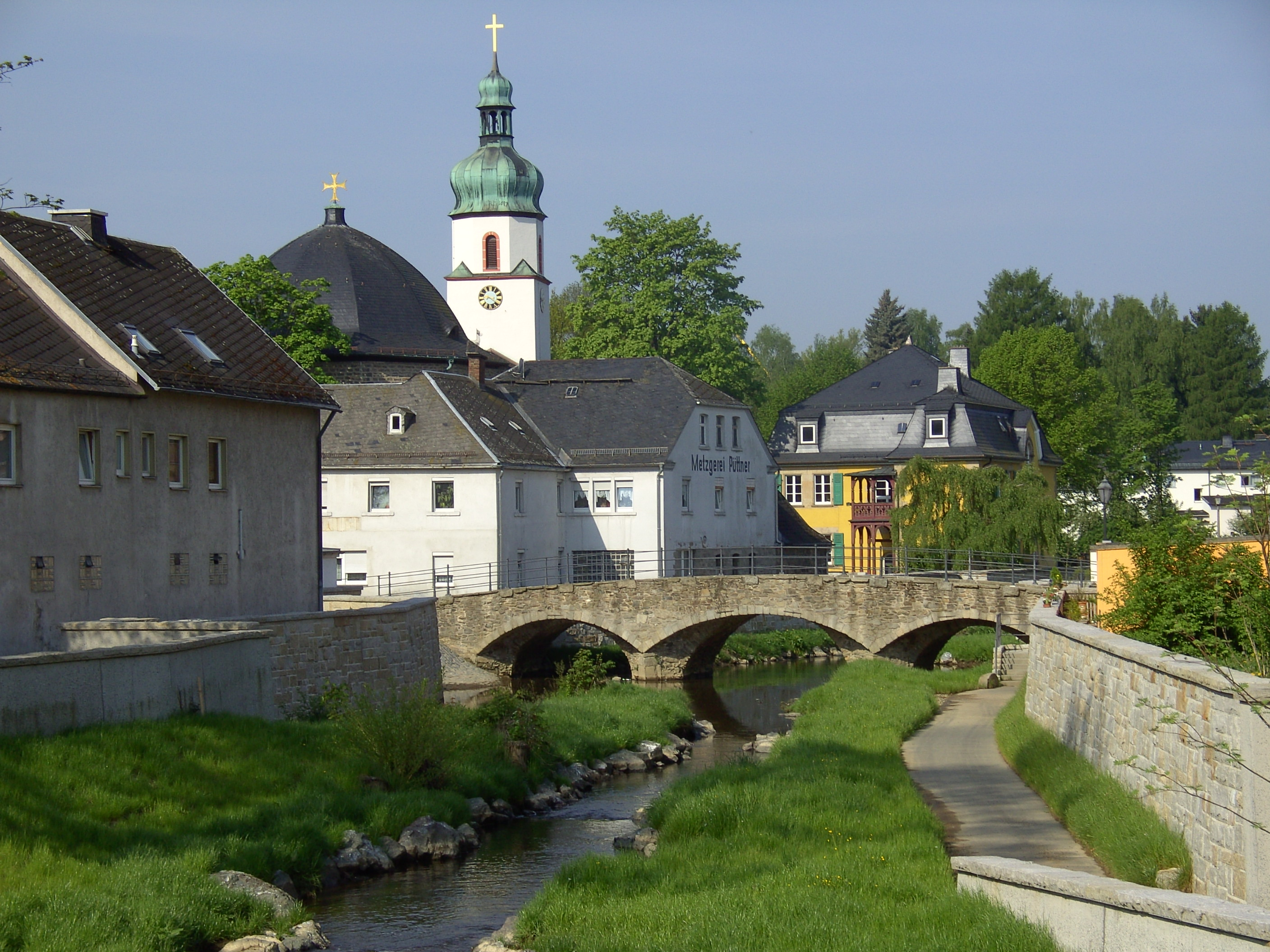
Brücke über die Schwesnitz, im Hintergrund die evangelische Kirche St. Jakobus mit Pfarrhaus

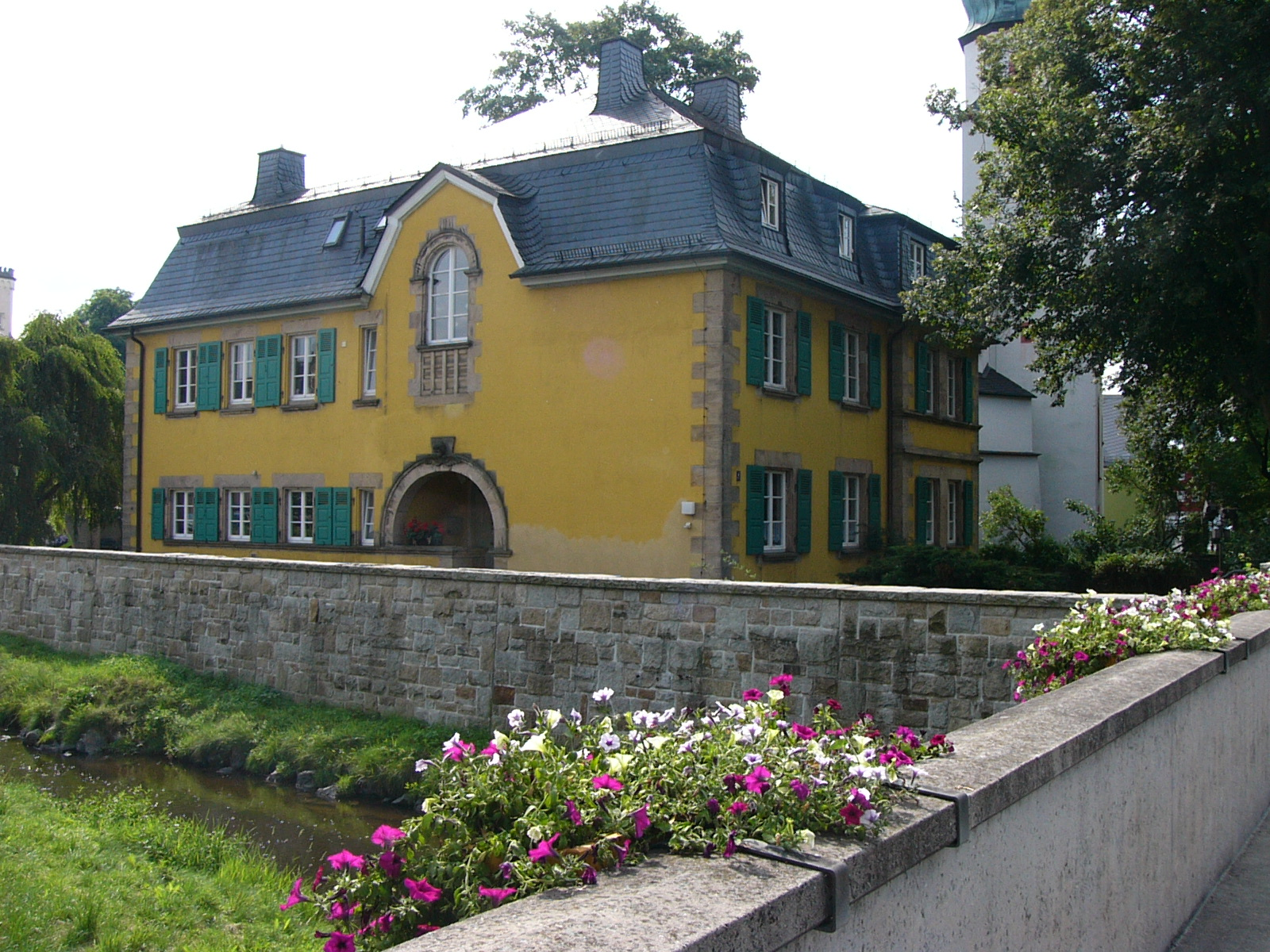
Evangelisches Pfarrhaus

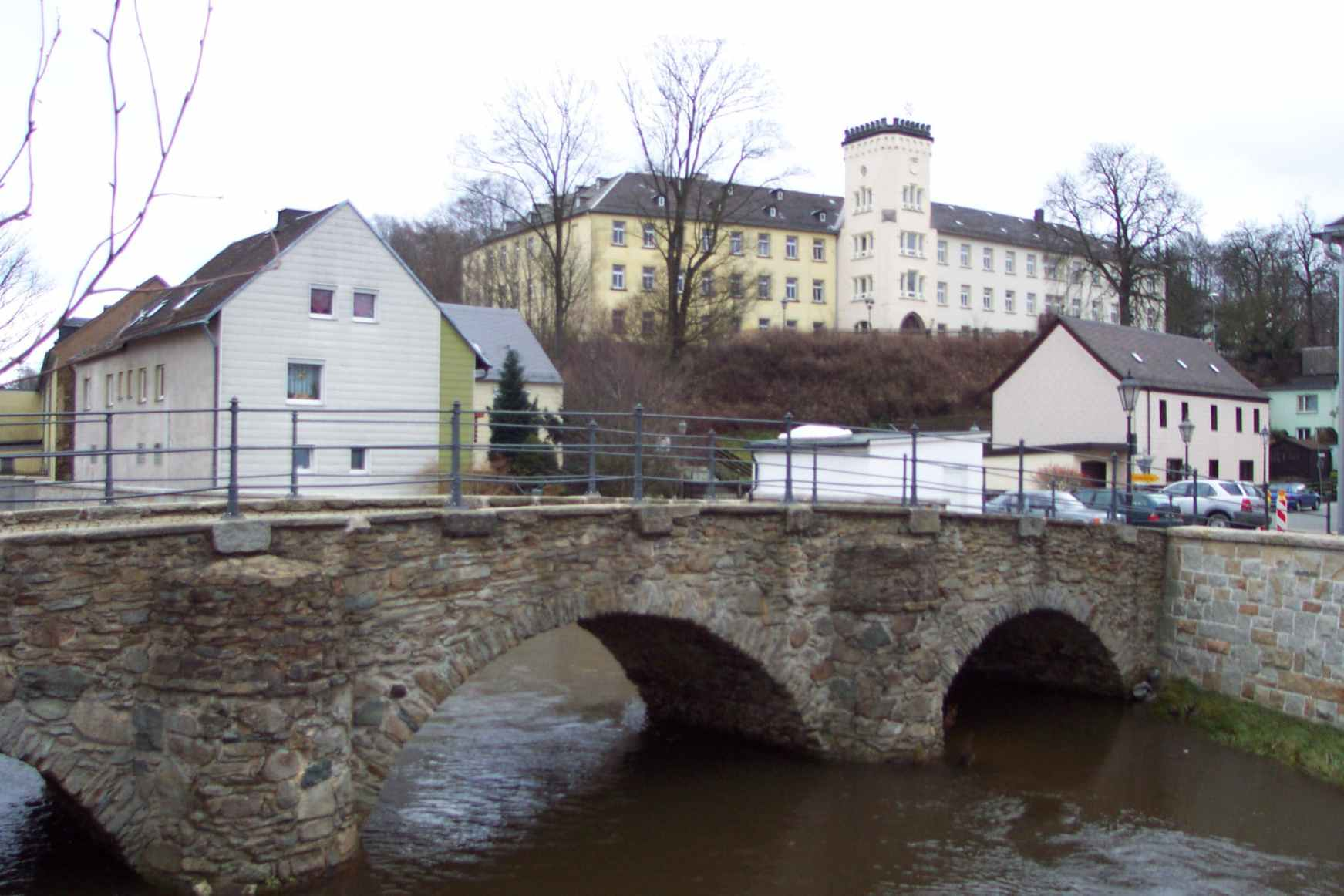
Pfeifersbrücke und Schloss Oberkotzau

Oberkotzau ist ein Markt im oberfränkischen Landkreis Hof und liegt im Umland der Stadt Hof.

## Geographie
Der Markt liegt an der Mündung der Schwesnitz in die Saale, in einem Tal an den Ausläufern des Kotzauer Berges (575 m ü. NHN). Die Saale durchfließt Oberkotzau von Schwarzenbach kommend, in Richtung der Stadt Hof. In Oberkotzau gibt es sechs Saalebrücken.

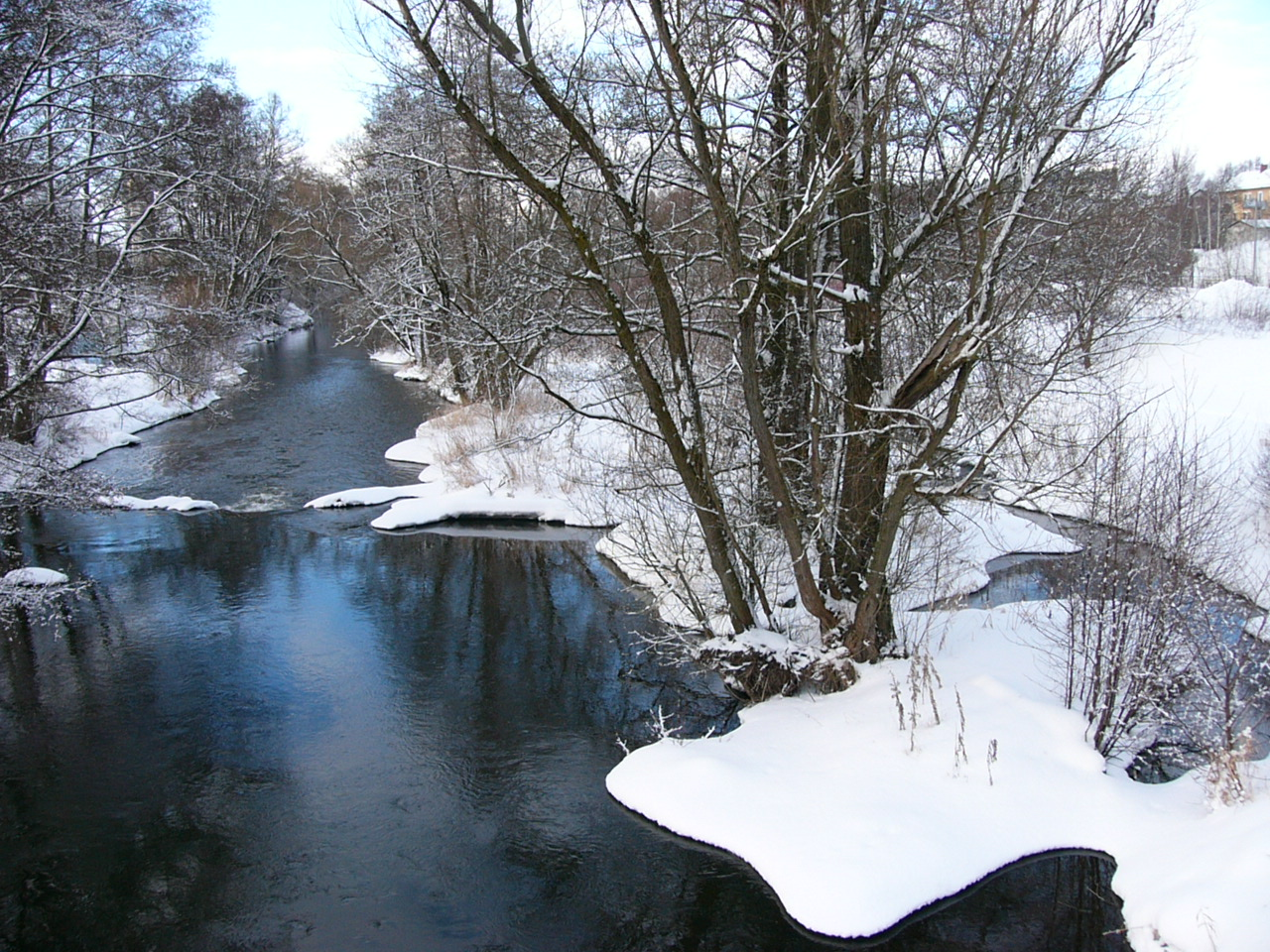
Saale bei Oberkotzau

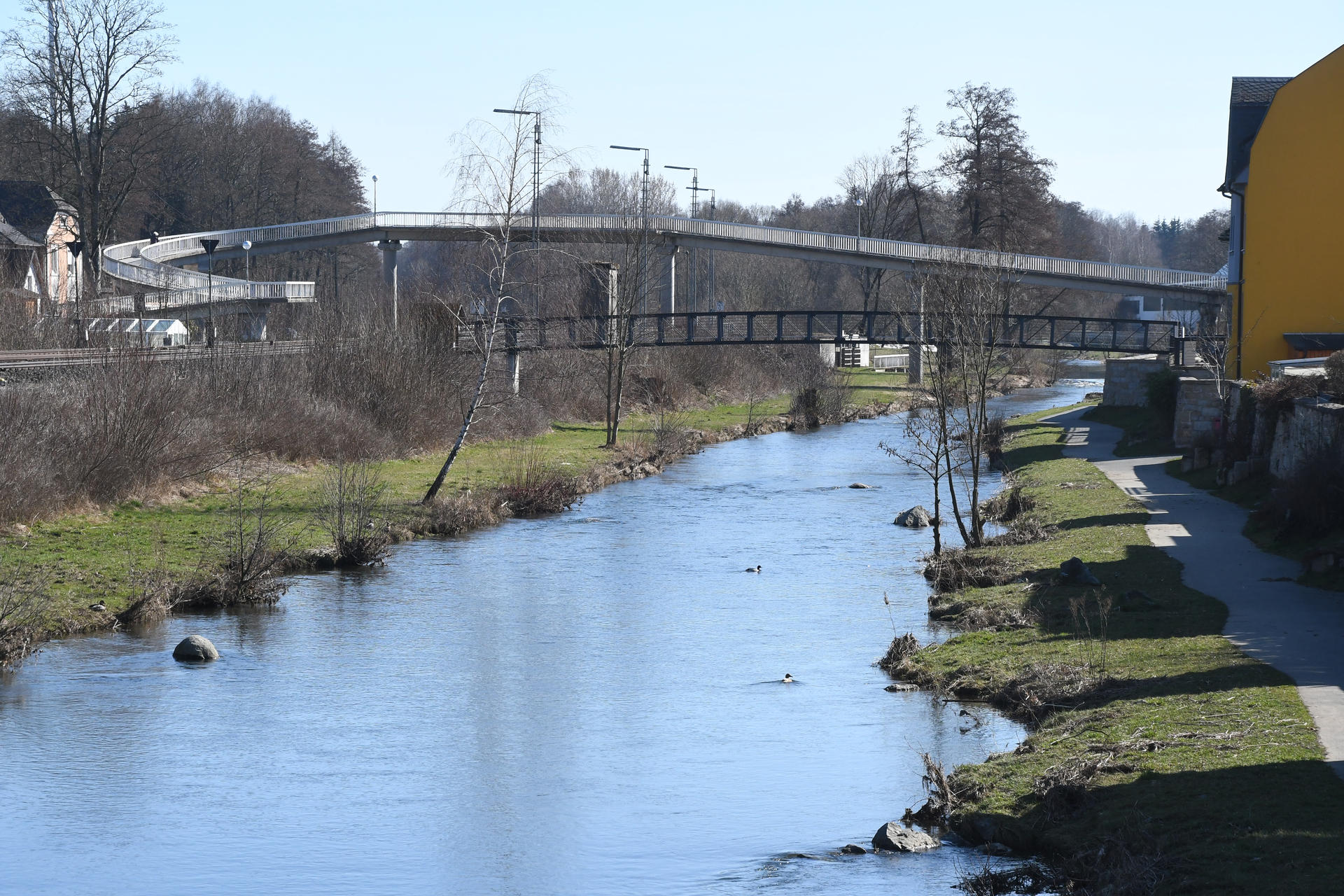
Rohrbrücke und Kappelsteg

### Nachbargemeinden
Oberkotzau bildet zusammen mit der Nachbargemeinde Döhlau und der kreisfreien Stadt Hof nach dem Landesentwicklungsplan einen Ländlichen Raum mit Verdichtungsansätzen.
| Hof (Saale)  |                                             | Döhlau |
| Konradsreuth | Kompassrose, die auf Nachbargemeinden zeigt |        |
|              | Schwarzenbach an der Saale                  | Rehau  |

### Gemeindegliederung
Oberkotzau hat acht Gemeindeteile (in Klammern ist der Siedlungstyp angegeben):
- Autengrün (Dorf)
- Fattigau (Dorf)
- Haideck (Weiler)
- Herrenlohe (Einöde)
- Lerchenberg (Einöde)
- Oberkotzau (Hauptort)
- Pfaffengrün (Weiler)
- Wustuben (Weiler)

Es gibt auf dem Gemeindegebiet die Gemarkungen Autengrün, Fattigau und Oberkotzau. Die Gemarkung Oberkotzau hat eine Fläche von 14,926 km² und ist in 3432 Flurstücke aufgeteilt, die eine durchschnittliche Fläche von 4348,93 m² haben. In ihr liegen neben dem namensgebenden Ort die Gemeindeteile Haideck und Wustuben.

## Geschichte

### Bis zum 19. Jahrhundert
Oberkotzau ist eine der ältesten Ansiedlungen im nordöstlichen Franken. Der Ort entstand an der Einmündung der Schwesnitz in die „Sächsische“ Saale und bestand ursprünglich aus drei Ansiedlungen mit eigenen Namen, wobei die rechts der Schwesnitz liegende Schwandewitz hieß. Nach ortsgeschichtlichen Überlieferungen soll diese von Wenden besiedelt worden sein. Der links der Schwesnitz befindliche Gemeindeteil, früher Koczaw (mit der späteren Umwandlung in Kotzau), hängt mit der Entstehung des alten Rittergeschlechtes von Kotzau zusammen. Der links der Saale gelegene dritte Ortsteil hieß Saaldorf und gilt wie Kotzau als deutsche Siedlung. Die erste urkundliche Erwähnung von Kotzau datiert vom 26. März 1234. Urkundlich tauchte der Name Oberkotzau erstmals 1686 auf, als der kaiserliche Feldmarschallleutnant Philipp Ludwig von Schleswig-Holstein-Sonderburg-Wiesenburg es von Christian Ernst von Brandenburg-Bayreuth kaufte.
Erste Herren von Oberkotzau waren das uradelige Geschlecht derer von Kotzau, eines Rittergeschlechts, das über großen Reichtum und hohes Ansehen verfügte und eine wichtige Rolle in der Gegend spielte. Zu ihren Privilegien gehörte im Ort die Hochgerichtsbarkeit und die kaiserliche Freistätte, eine Zufluchtsstätte für Gesetzesübertreter – ausgenommen Ehebrecher und Mörder – die dort unbehelligt die Entscheidung des Gerichtes abwarten konnten. Seit 1760 wurde von ihr kein Gebrauch mehr gemacht und sie wurde 1799 offiziell aufgehoben. Weitere Handelsprivilegien waren das Marktrecht und die Erlaubnis, Juden anzusiedeln. Ein Flurname gibt über eine ehemalige jüdische Begräbnisstätte Auskunft. Die von Kotzau waren u. a. Amtmänner von Hof und auf dem Epprechtstein.
Als Mitte des 17. Jahrhunderts das Geschlecht derer von Kotzau erlosch, gingen die Kotzauer Güter nach einigen Zwischenstationen an die Markgrafen von Bayreuth über. Ein Verwandter des Landesherren, Markgraf Georg Albrecht aus dem Hause Brandenburg-Kulmbach, erwarb sie 1698 durch Kauf. Nach der Verehelichung mit einer Bürgerlichen richtete der Markgraf seinen Wohnsitz in Oberkotzau ein und wurde Gründer der freiherrlichen Familie von Kotzau, hochfürstlich brandenburg-kulmbachischer Abstammung. Die Familie ließ an der Stelle des 1852 abgebrannten alten Schlosses das heutige große, etwas fremdartig anmutende Schloss errichten.

### 20. Jahrhundert

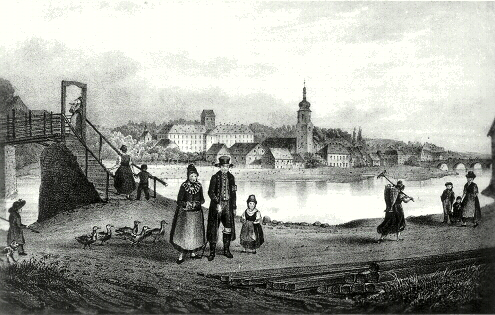
Julius Fleischmann: Ortsansicht, Mitte des 19. Jahrhunderts

In der ersten Hälfte des 20. Jahrhunderts lebten viele Bürger des Ortes von Agrarwirtschaft, Viehhandel, Groß- und Einzelhandel und Handwerk. Arbeitsplätze wurden auch durch Betriebsgründungen geschaffen (Textilfärberei und -druckerei, Porzellanmanufaktur, Porzellanmalerei, Marmelade-, Hefe- und Siruperzeugung, Treibriemenproduktion, Autowerkstätten etc.).
Flüchtlinge und Vertriebene und die Funktion als Speckgürtel des benachbarten Hof wie auch eine geschickte Ansiedlungspolitik der Gemeinde ließen nach dem Zweiten Weltkrieg die Bevölkerungszahlen und die Wirtschaftskraft des Ortes stark ansteigen.
In den folgenden Jahrzehnten wurden in Oberkotzau größere Unternehmen angesiedelt.

### 21. Jahrhundert
Nachdem der Fernwehpark 2017 in Hof abgebaut wurde, baute man ihn 2018 in Oberkotzau wieder auf. Deshalb kommen jetzt auch nach Oberkotzau immer wieder Prominente, um im Fernwehpark einen Star-Stern zu eröffnen.
In Oberkotzau herrscht großer Bedarf an Baugrundstücken. Zukünftig sollen mehr Wohngebiete entstehen, so etwa das Wohngebiet Schwesnitztalblick.
Der Markt Oberkotzau hat im September 2019 den Bebauungsplan für ein neues Fachmarktzentrum abgeschlossen. Dieses soll an der Hofer Straße entstehen und Platz für einen Supermarkt, einen Backshop, zwei Einzelhändler und zwei Dienstleister bieten.
Nach 15 Jahren Diskussion über eine Ortsumgehung wurde 2019 vom bayerischen Verwaltungsgerichtshof entschieden, dass diese gebaut werden darf. Das Projekt soll 14,5 Millionen kosten. Ein Bürgerentscheid vom 14. März 2021 bestätigte diese Entscheidung nochmals.

### Eingemeindungen
Im Zuge der Gebietsreform in Bayern wurden am 1. Januar 1972 Gemeinden Autengrün und Fattigau eingegliedert. Am 1. Juli 1972 kam der Weiler Wustuben von der Gemeinde Martinsreuth hinzu.

### Einwohnerentwicklung
Im Zeitraum 1988 bis 2018 wuchs der Markt minimal von 5300 auf 5357 um 57 Einwohner bzw. um 1,1 %. Am 31. Dezember 2000 hatte der Markt 5939 Einwohner.

## Politik

### Gemeinderat
Der Gemeinderat besteht aus 20 Mitgliedern.
Nach der Kommunalwahl 2008 verteilten sich die Sitze folgendermaßen:
- CSU: 10 Sitze
- SPD: 7 Sitze
- Grüne/ÖDP: 2 Sitze
- Oberkotzauer Bürgerliste: 1 Sitz

Die Kommunalwahl am 16. März 2014 führte zu dieser Zusammensetzung des Marktgemeinderates:
- CSU: 12 Sitze
- SPD und Grüne/ÖDP: 8 Sitze

Die Kommunalwahl am 15. März 2020 ergab folgende Sitzverteilung:
- CSU: 11 Sitze
- SPD: 4 Sitze
- UWO: 5 Sitze

### Bürgermeister
- 1972–1986: Emil Spröd
- 1986–April 2008: Ernst Schrödel
- seit Mai 2008: Stefan Breuer

### Wappen
| Wappen von Oberkotzau | Blasonierung: „Gespalten; vorne in Silber ein halber, golden bewehrter roter Adler mit goldenem Kleeblatt auf dem Flügel am Spalt; hinten geviert von Silber und Schwarz.“ |
| Wappen von Oberkotzau | Wappenbegründung: Das Wappen zeigt den Brandenburgischen Adler und zum anderen eine Vierung aus abwechselnd silbernen und schwarzen Feldern. Beides sind Hoheitszeichen der Hohenzollern, die über das Fürstentum Bayreuth, sowie das vorausgehende Brandenburg-Kulmbach und die Burggrafschaft Nürnberg und die von ihnen neu begründeten Freiherren von Kotzau in enger Beziehung zum Ort standen. Das Wappen wurde auch von einem Markgrafen verliehen. Als Variante gab es Anfang des 19. Jahrhunderts mit dem Übergang der Region an Bayern kurzzeitig ein Wappen, in dem die Farben der Hohenzollern durch die bayerischen Landesfarben (blau-weiß) ersetzt worden waren. |

## Kultur und Sehenswürdigkeiten

### Bau- und Bodendenkmäler
- Schloss Oberkotzau
- Kirche St. Jakobus
- St.-Antonius-Kirche
- Christuskirche
- Burgstall Haideck

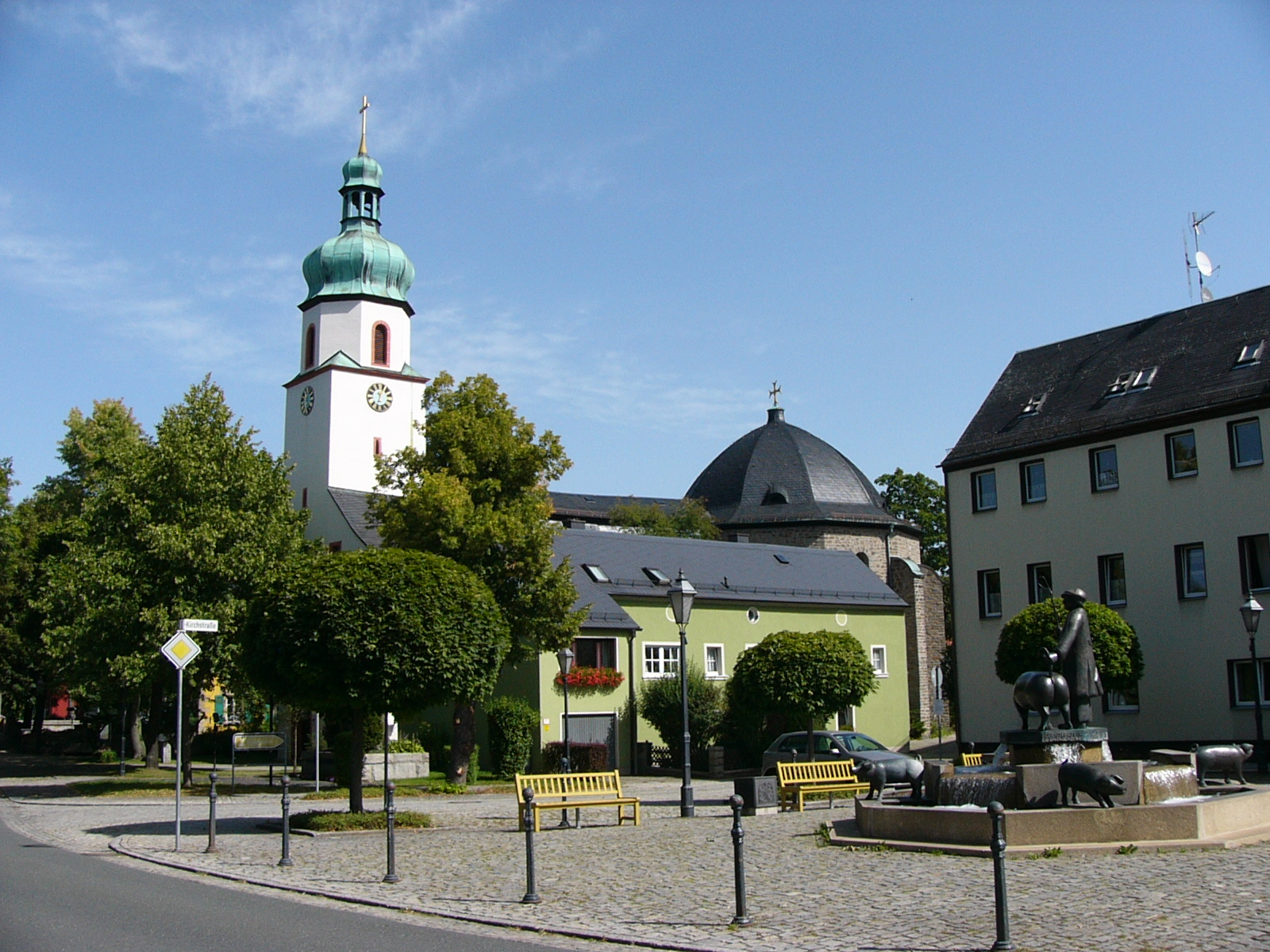
St. Jakobus

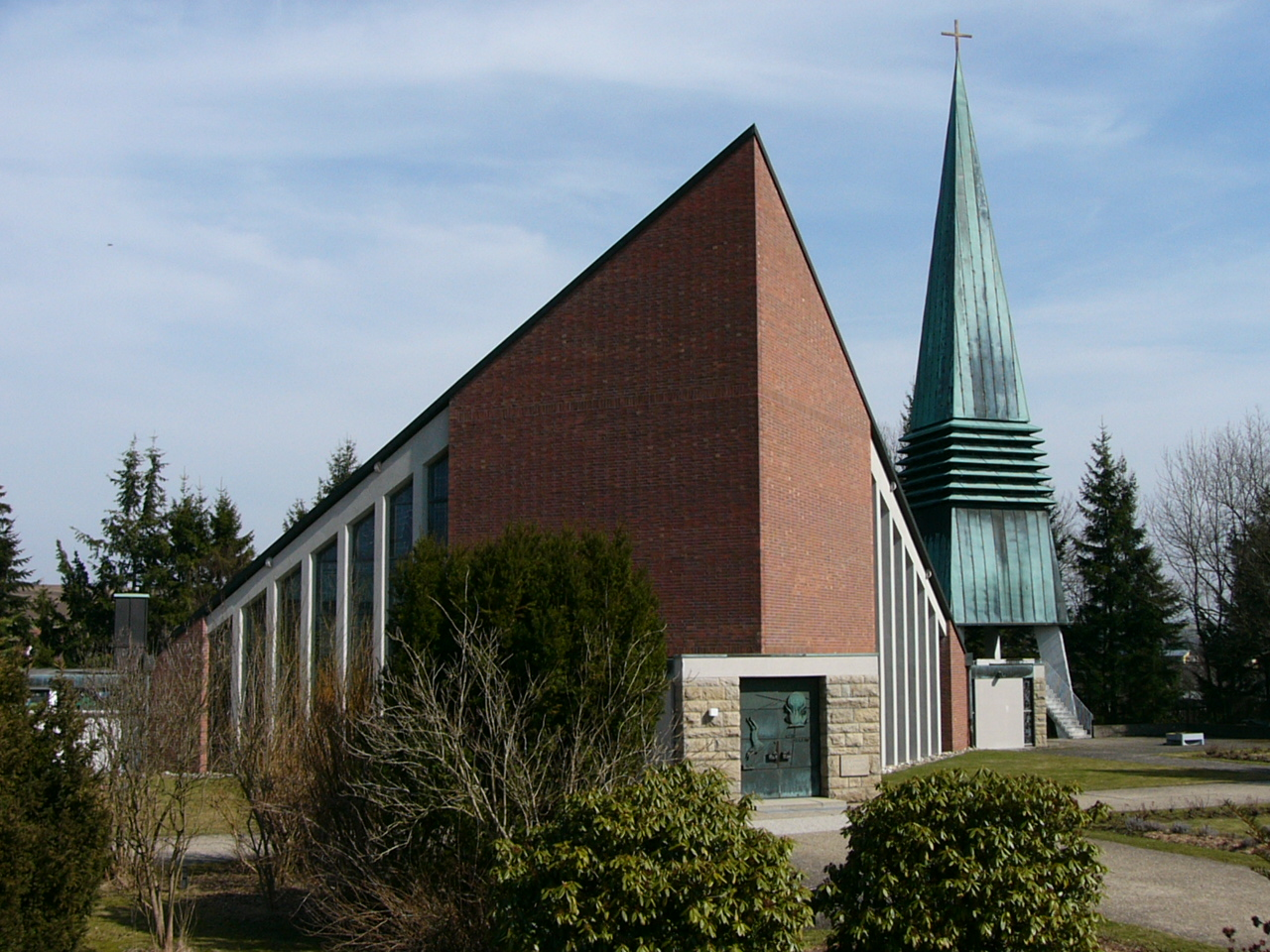
Katholische Kirche St. Antonius

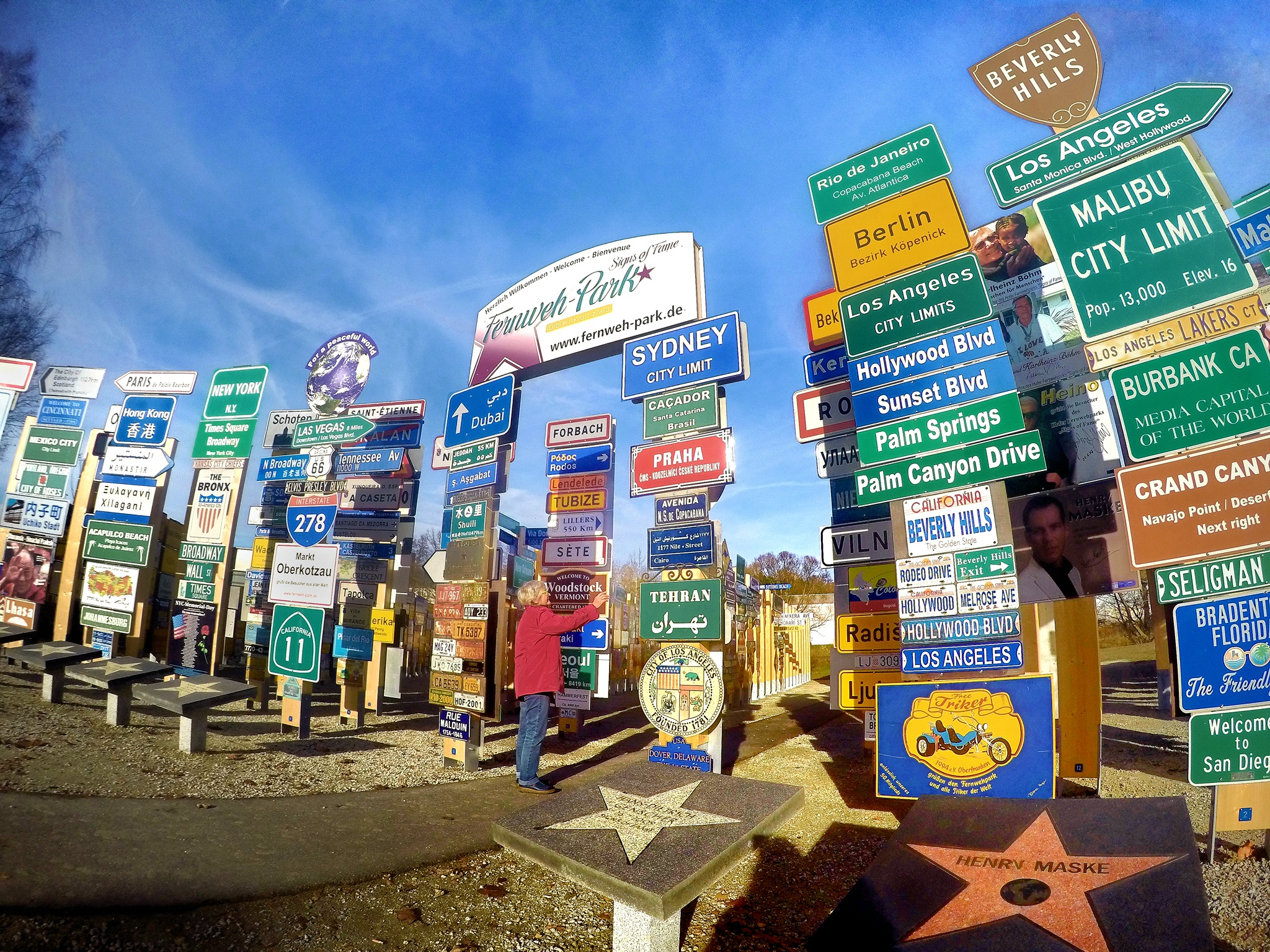
Fernwehpark Oberkotzau

- Dreibogige Pfeifersbrücke über die Schwesnitz
- Fernwehpark – ehemaliger Fernwehpark Hof, nach Oberkotzau ausgelagert

### Freizeit und Tourismus
- Saaleradweg
- Bibelweg
- Terrassenfreibad
- Wiesenfest
- Untreusee

Der Markt Oberkotzau ist Ausgangspunkt für Ausflüge ins Fichtelgebirge und in den Frankenwald sowie in die Stadt Hof.

### Stiftungen
- Zeidler-von Kotzauische Evangelische Stiftung Oberkotzau
- Stiftung für Kultur in Oberkotzau

## Wirtschaft und Infrastruktur

### Verkehr

#### Schienenverkehr

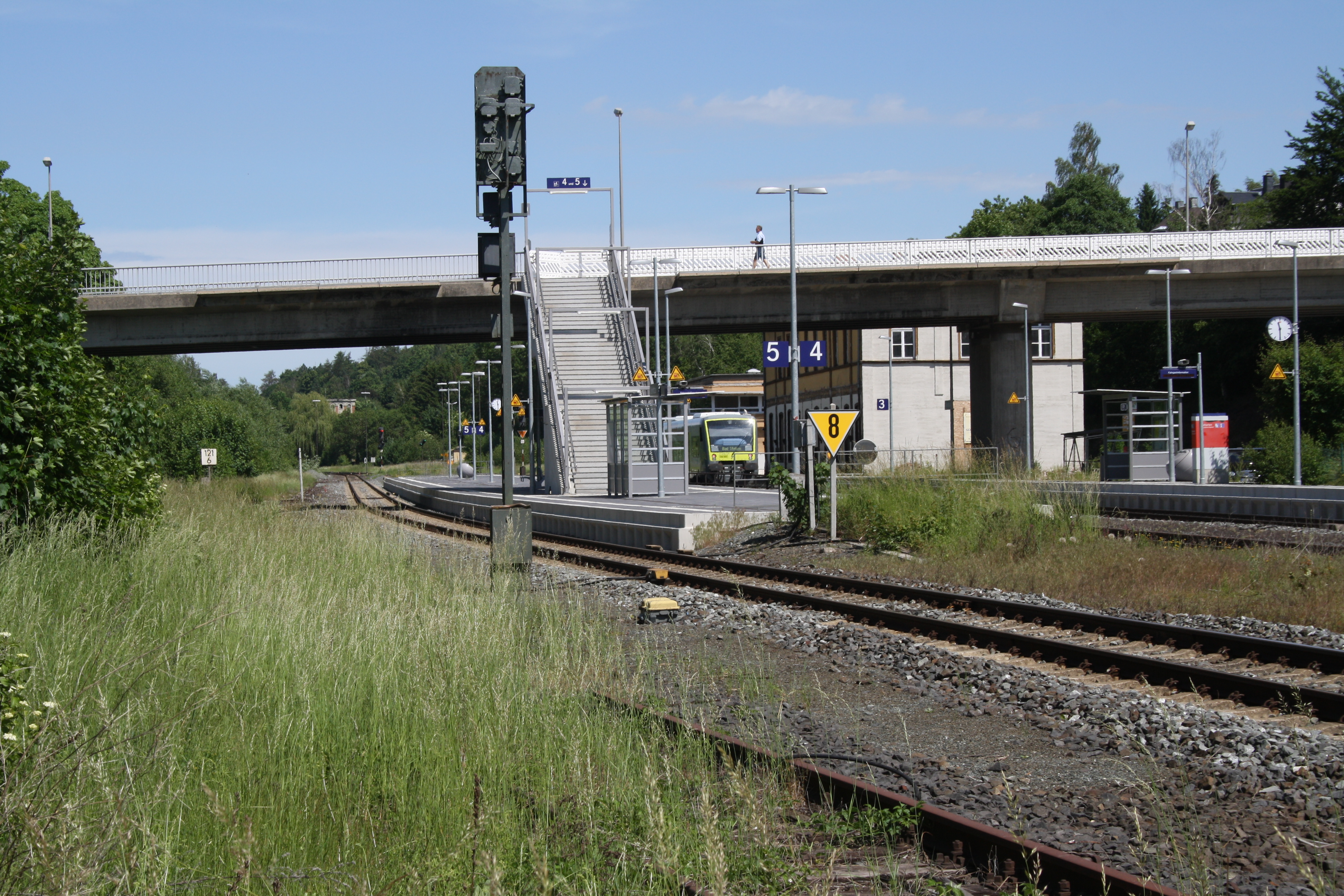
Bahnhofsseite der Bahnstrecken Bamberg–Hof und Regensburg–Hof

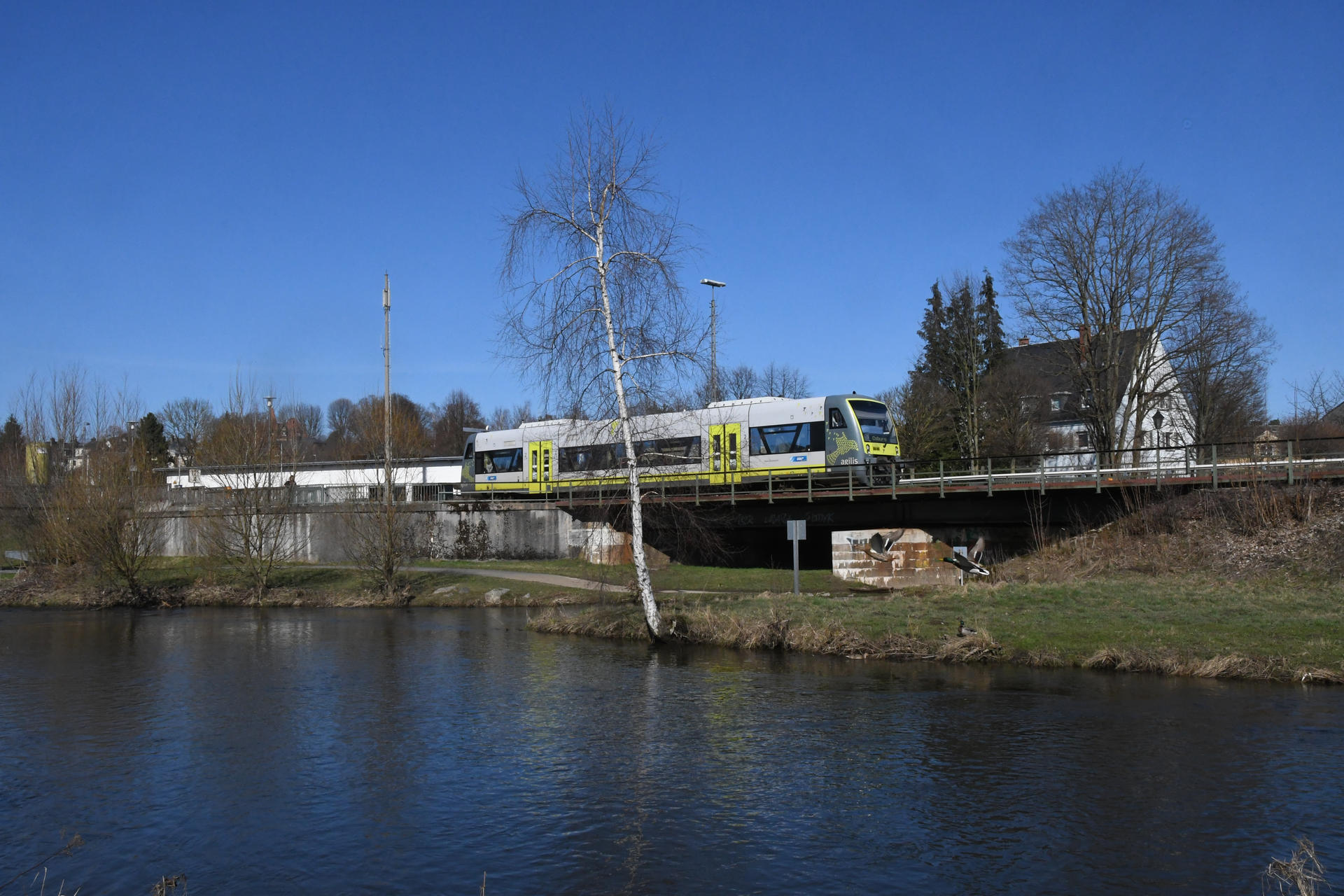
Schwesnitzbrücke

Der Bahnhof Oberkotzau liegt an den Eisenbahnstrecken Weiden–Oberkotzau und Bamberg–Hof. In der als Keilbahnhof angelegten Anlage zweigt die Bahnstrecke Cheb–Oberkotzau ab. Die Lage an drei Strecken war der Grund, dass Oberkotzau Ende des Zweiten Weltkriegs, als der Hofer Hauptbahnhof zerbombt war, größere Bedeutung als Umschlagplatz für Waren und im Fahrgastverkehr erlangte. Von Süden kommend gibt es eine Eisenbahnbrücke über die Schwesnitz.

#### Straßenverkehr
In der Nähe verlaufen die Autobahnen 9, 93 und 72.
Aktuell ist die Ortsdurchfahrt in Oberkotzau die meistbefahrene Staatsstraße Bayerns mit bis zu 17.000 Fahrzeugen täglich.

#### ÖPNV
In Oberkotzau verkehrt ein Bürgerbus in einem regelmäßigen Takt.
Durch den Ort fahren mehrere Regionalbuslinien von Hof im Norden in das Fichtelgebirge im Süden.

### Unternehmen
- Gealan Fenster-Systeme GmbH
- GEALAN Formteile GmbH
- Siebenstern, Jackstädt & Co. KG, Konservenfabrik
- Gemeinhardt AG, Heizung, Solar, Bad
- Schloßbrauerei Fattigau
- Solartechnik Kropf GmbH
- Prozesstechnik Kropf GmbH
- Dachser GmbH

### Einrichtungen
Oberkotzau verfügt über eine Grund- und Hauptschule und je einen evangelischen, katholischen und kommunalen Kindergarten. Zu den sozialen Einrichtung zählen ein Seniorenheim und eine Wohngruppe der Diakonie Hochfranken.

## Persönlichkeiten

### Söhne und Töchter des Marktes
- Christian Endemann (1885–1950), in Fattigau geboren, Politiker
- Johann Georg Hager (1709–1777), Pädagoge und Geograph
- Johann Kapp (1739–1817), deutscher klassischer Philologe, lutherischer Geistlicher und Theologe
- Johann Erhard Kapp (1696–1756), Rhetoriker und Historiker
- Johann Porst (1668–1728), Theologe, Propst und Consistorialrat in Berlin
- Karl Bernhard von Reitzenstein (1809–1885), württembergischer Generalleutnant
- Anna Schmidt (1897–1931) war als 540 Pfund schwere Schaustellerin „Rosa Debela“ europaweit berühmt.

### Personen, die mit Oberkotzau in Verbindung stehen
- Lorenz Summa (1833–1889), Unternehmensgründer